# Angelo Savelli

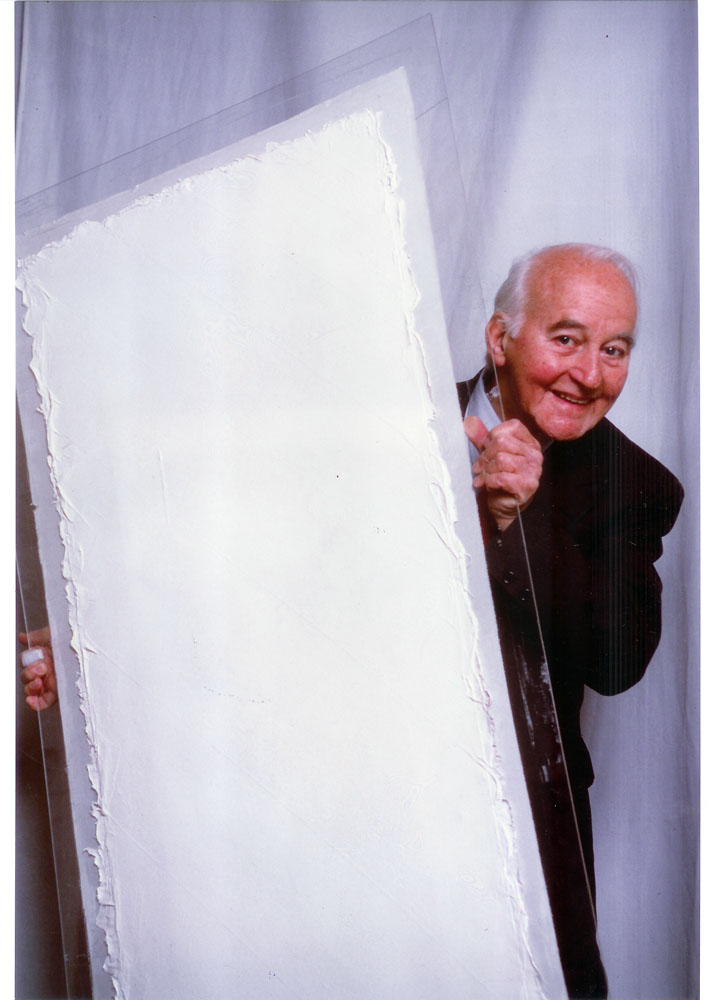
Angelo Savelli nel suo studio a New York 1995

Angelo Savelli (Pizzo, 30 ottobre 1911 – Dello, 27 aprile 1995) è stato un pittore italiano.

## Biografia

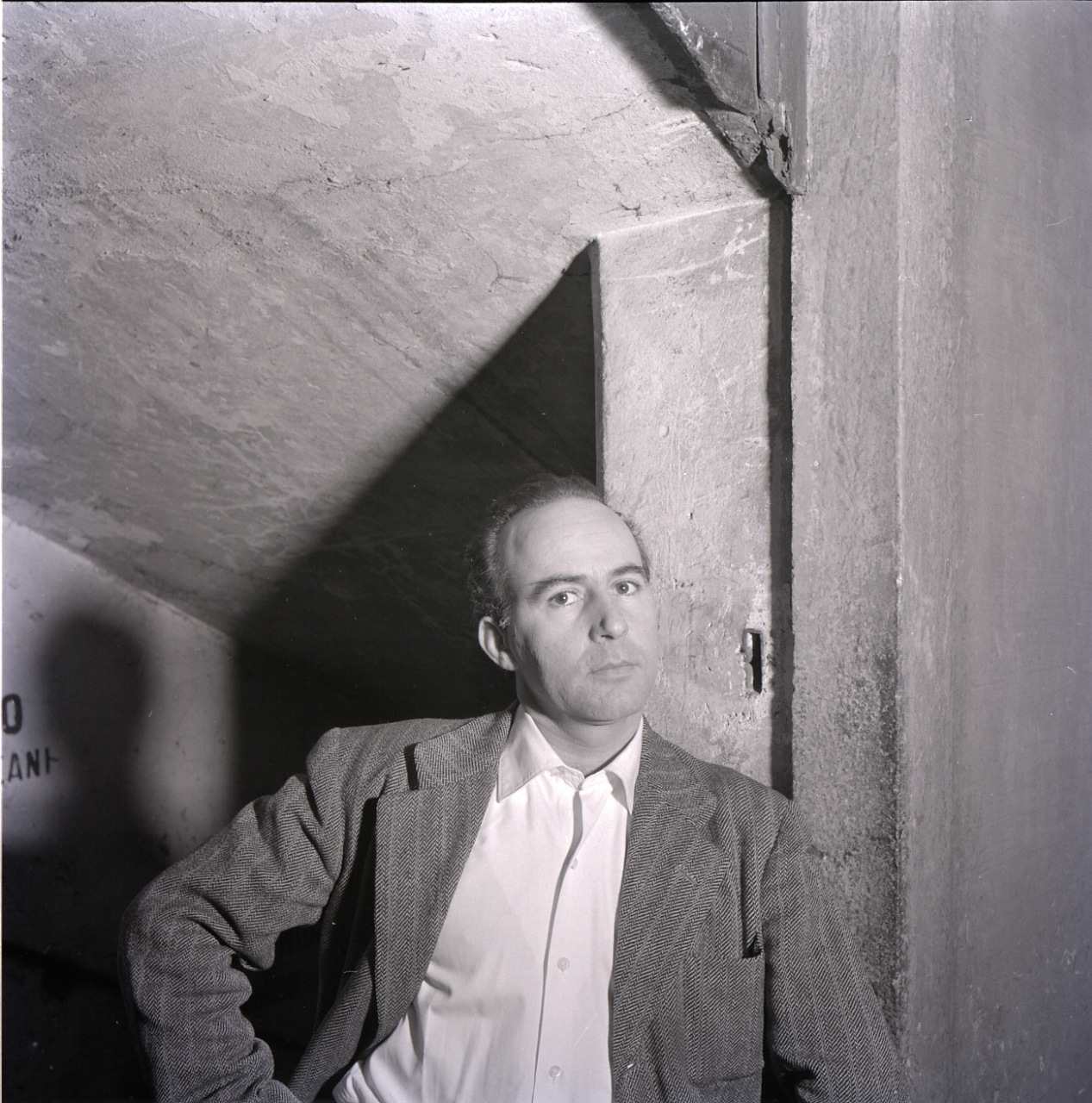
Angelo Savelli fotografato nel suo studio da Paolo Monti

### Formazione e attività artistica
Angelo Savelli nacque il 30 ottobre 1911 a Pizzo (Vibo Valentia). Fin da bambino si è avvicinato all'arte, grazie allo zio pittore autodidatta, Alfonso Barone.
Nel 1930, dopo che Savelli ha frequentato gli studi classici al Liceo Filangieri di Vibo Valentia in Calabria, il padre Giorgio, farmacista, lo aveva indotto ad approfondire le sue qualità artistiche: Savelli si era trasferito a Roma per frequentare il liceo artistico e più tardi l'Accademia delle Belle Arti.
Nel 1935 ricevette il premio "Mattia Preti" e successivamente il premio "Balestra" per il concorso indetto dall'Accademia di San Luca di Roma.
Nel 1936 conseguì il diploma dell'Accademia di Belle Arti. Il suo insegnante di decorazione pittorica era Ferruccio Ferrazzi. Affrescò la cappella della Villa Boimond a Sora (Frosinone) e venne premiato all'Esposizione Regionale Calabrese.
Nel 1937 partì per il servizio militare.
Nel 1940 iniziò a insegnare all'Accademia di Belle Arti a Roma, cosa che non gli ha impedito di svolgere una vivace attività artistica. Si stabilì nello studio di Via Margutta 49, la strada frequentata dalla più alta concentrazione di artisti: Guttuso, Franchina, Jarema, Fazzini, Severini e tanti altri. Venne premiato alla Mostra Regionale del Lazio.
Nel 1941 ha ricevuto uno dei quattro premi aggiunti di lire 2.500 al III Premio Bergamo, e l'anno successivo uno dei quattro premi aggiunti di lire 5.000 al IV Premio Bergamo.
È stato richiamato alle armi nel 1943. Dopo la guerra è tornato a Roma ed è entrato a far parte della cerchia Futurista. Inoltre prese parte all'Art Club, Associazione Artistica Internazionale Indipendente, di cui fanno parte Jarema, Severini, Fazzini, Guzzi, Montanarini e Tamburi, e successivamente Dorazio, Mafai, Corpora, Perilli, Consagra e Turcato. Nello stesso periodo conobbe Alberto Burri.

### Prime apparizioni del bianco
Negli anni 1946-1947 comparirono i primi lavori in cui le opere vengono realizzate con l'apparire del bianco. In varie crocifissioni il Cristo e la Maddalena appaiono dipinti di bianco. È questo il periodo in cui Savelli sentì l'esigenza di provare nuove emozioni. La Scuola Romana era ormai per lui limitativa; invece il Futurismo e le sperimentazioni di Prampolini lo spronarono a cercare nuove tecniche.
Nel 1947 soggiornò per alcuni mesi a Venezia. Iniziò in questo periodo la pratica dello yoga e della meditazione. Ricevette il premio "Colli Euganei" ad Abano.

### Il cambiamento
Nel 1948 ottenne una borsa di studio della durata di un mese, a Parigi; prolungò la sua permanenza ad un anno. L'esperienza parigina fu una rivelazione. Dichiarerà: "Mi resi conto che dovevo liberarmi della mia divina tradizione italiana". In questo periodo lavorò moltissimo e realizza numerosi disegni in china e acquerello.
Dopo l'espressionismo degli anni romani, nel 1949 rientrò da Parigi con una visione dell'arte moderna che nessuno dei suoi amici in Italia era in grado di comprendere. A Roma incontrò Theodoros Stamos.
Nel 1950, con le due opere Oltre l'inquieto, iniziarono le prime opere astratte. Partecipò alla XXV Biennale di Venezia.

### New York City
Nel 1953 sposò la giornalista Elisabeth Fischer. Si trasferì a New York. Frequentò l'Art Club della Decima Strada e gli artisti della New York School, dove incontrò Philip Pavia e Jack Tworkov che gli cedette il suo studio tra la 10th Street e la 4th Avenue.
Nel 1954 realizzò l'opera Oval Skin.
Successivamente, nel 1955, iniziò una serie di serigrafie e di collage che realizzò al Chelsea Workshop.
Nel 1956 produsse Bianco su bianco, una serigrafia monocromatica, e realizzò così il suo primo quadro totalmente bianco.
Nel 1957 venne organizzata una mostra personale alla D'Amecourt Gallery di Washington.
Nel 1958 venne organizzata una mostra personale alla Galleria Leo Castelli sulla 77ª Strada, e alla Galleria del Cavallino a Venezia. Nello stesso anno è stato premiato al concorso internazionale di disegno industriale "Battistoni".
Nel 1959 venne nominato direttore della scuola d'arte "La Guardia Memorial House".

### Il bianco, come unico colore
Sempre nel 1959 si avvicinò al bianco con stampe in rilievo; elesse il bianco come unico colore. Elaborò un'arte monocromatica e realizzò opere di estrema rarefazione e pulizia formale.
Nel 1960 è statp invitato a insegnare all'Art Workshop, la scuola americana a Positano (Napoli), e a partecipare ad un seminario sulle tecniche di stampa a Milano.
Nel 1962 la University of Pennsylvania lo chiamò a riorganizzare il programma del Dipartimento delle Belle Arti, in collaborazione con Piero Dorazio, direttore dei corsi; Savelli accettò e si trasferì in Pennsylvania, dove abiterà per 10 anni a Springtown, senza lasciare lo studio di New York.
Ricevette il premio Lissone nel 1961.
Nel 1962 creò i primi lavori utilizzando la corda e realizzò undici opere litografiche a rilievo, bianco su bianco, presentate da Giulio Carlo Argan (Grattacielo, Milano 1962).
Nel 1963 è stato pubblicato il libro Ten Poems by Ten American Poets con litografie di Savelli (Romero, Roma 1963).
Nel 1964 ottenne il Gran Premio della Grafica alla XXXIII Biennale di Venezia per i ventisette rilievi bianco su bianco.
Negli anni 1965-1970, creò nel suo studio al 186 di Bowery Street, New York, la prima sala per la meditazione che chiama Paradise.
Nel 1966 insegnò alla Columbia University di New York.
Tra il 1969 e il 1970 realizzò i progetti Paradise II alla Corcoran Gallery of Art, Washington, e Dante's Inferno alla Peale Galleries of Pennsylvania, all'Accademia di Belle Arti, Philadelphia.
Dal 1970 al 1973 insegnò come Guest Artist all'University of WI-STOUT nel Wisconsin.
Nel 1971 realizzò il progetto Illumine One che espose nel 1972 alla mostra personale all'Everson Museum di Syracuse (Stato di New York); il catalogo venne presentato da Louis Kahn.
Nel 1973 venne installata la scultura Empedocles al Lincon Center di Syracuse.
Nel 1974 insegnò alla Cornell University a Ithaca (New York).
Nel 1975 insegnò per due anni come Visiting Artist alla State University of Pennsylvania, e realizzò l'opera Wall to Wall che espose a una mostra alla stessa università. Lo stesso anno gli è stato offerto di insegnare anche all'Accademia di Belle Arti di Philadelphia, Pennsylvania.
Nel 1976 creò le prime tele senza telaio applicate direttamente al muro. Dipinse la serie di tele On the Quantity of the Surface.
Nel 1977 realizzò una serie di quaranta stampe bianco su bianco. Accettò il posto di visiting professor all'Università del Texas, Arlington.
Nel 1978 realizzò l'installazione Tree with 84 Tree Trunks e la espose alla Max Hutchinson Gallery, New York.
Nel 1980 ricevette dal Guggenheim Museum di New York la Guggenheim Fellowship che gli permise di vivere in Europa e di organizzare mostre personali a Milano, Zurigo e Roma.
Nel 1981 realizzò la scultura Aglaophon, installata presso l'Aubodon Art Center, New York.

### La morte della moglie Betty e il periodo di solitudine
Nel 1982 morì sua moglie Elisabeth Fischer. Con la sua scomparsa iniziò per lui un lungo periodo di solitudine. Il comune di Pizzo Calabro gli donò una medaglia d'oro per meriti artistici. Venne pubblicato Angelo Savelli, Opera grafica 1932-1981 di Giuseppe Appella, edito da Scheiwiller.
Venne premiato nel 1983 all'American Academy of Arts and Letters.
Nel 1984 il PAC - Civico Padiglione d'Arte Contemporanea di Milano realizzò, con il coordinamento di Luigi Sansone, una mostra personale.
Nel 1984 Savelli realizzò un'opera straordinaria che dedica alla moglie: Glory of a Broken Wing, a Elisabeth Fischer che si sviluppò su una lunghezza di cm 1650.
Nel 1986 è stato pubblicato Libro bianco, con incisioni di Savelli e poesie di Lucini, edizioni Scheiwiller.
Nel 1988 si trasferì in quello che sarà il suo ultimo studio, al 257 di Water Street, Pier 17, New York. Lo stesso anno la Rai Corporation di New York realizzò un filmato sulla sua vita diretto da Luigi Ballerini.

### Incontri
Nel 1989, alla Rai Corporation di New York, incontrò Susanna Argenterio, che amò come una figlia.
Nel 1991 aprì il Centro d'Arte Contemporanea Angelo Savelli a Lamezia Terme in Calabria.
Nel 1993 Savelli iniziò la realizzazione di una stanza presso l'albergo L'Atelier sul Mare a Castel di Tusa in Sicilia, che non riuscì a terminare.
Nel 1994 Patrizio Bertelli e la moglie Miuccia Prada visitarono il suo studio a New York e si innamorarono delle sue opere. Dall'incontro nacque una collaborazione con la Fondazione Prada.

### Ritorno in Italia
Il 30 novembre 1994 la Biennale di Venezia invitò Savelli a partecipare con una sala personale nella sezione italiana per la XLVI Biennale.
Il 14 febbraio 1995 il Museo d'Arte Contemporanea "Luigi Pecci" di Prato invitò Savelli a realizzare una mostra antologica in programma da giugno a settembre dello stesso anno.
Il 10 marzo 1995 Savelli lasciò New York e arrivò a Milano per seguire personalmente la realizzazione delle due mostre.

### Gli ultimi giorni
Il 17 aprile 1995 si sentì male e venne ricoverato dalla famiglia Argenterio, che lo ospita, all'ospedale San Orsola di Brescia.
Savelli morì nel Castello di Boldeniga di Dello il 27 aprile 1995, all'età di ottantatré anni.

## Omaggi
In memoria di Angelo Savelli è stato pubblicato il 13 dicembre 2012 il libro dal titolo Quel diavolo di un Angelo - Angelo Savelli il pittore del bianco, Il mio secondo padre scritto da Susanna Argenterio.

## Mostre e premi
1935
- Mostra regionale Calabrese, Catanzaro (collettiva)
- Riceve il premio "Mattia Preti"
- Riceve il premio "Balestra"
1936
- Affresca la Cappella di Villa Boimond a Sora.
- Mostra Missionaria Cattolica, Città del Vaticano (collettiva)
- Riceve il premio all'Esposizione Regionale Calabrese
1940
- Riceve il premio alla Mostra Regionale del Lazio
1941
- Riceve il premio al III Premio Bergamo(espone: Nel mio studio, Fine di una speranza, I fiori di Annabella, Sian Lee)
- Premio Bergamo, Bergamo (collettiva)
- Palazzo dell'Arte, Milano (collettiva)
- Galleria di Roma, (prima mostra personale)
1942
- Riceve il premio al IV Premio Bergamo (espone: Natura morta con flauto, Composizione, Piazza del Popolo di notte)
- Premio Bergamo, Bergamo (collettiva)
- Galleria della Spiga, Milano (personale)
- Galleria Cairola, Genova (personale)
1943
- IV Quadriennale di Roma, Roma (collettiva)
- Galleria il Babbuino, Roma (collettiva)
- Galleria il Ritrovo, Roma (personale)
- Galleria San Marco, Roma (personale)
1945
- Art Club, Il Cairo (collettiva)
- Art Club, Alessandria d'Egitto (collettiva)
- Art Club, Buenos Aires (collettiva)
- Galleria il Fiore, Firenze (collettiva)
- Biennale di Reggio Calabria, Reggio Calabria (collettiva)
- Galleria agli Schiavi, Roma (collettiva)
- Illustrazione del Libro Francese, Roma, Lione, Parigi (collettiva)
- Galleria San Marco (mostra dell'Art Club), Roma (personale)
- Galleria il Ritrovo, Roma (personale)
1946
- Gruppo Romano, Washington, New York (collettiva)
- Galleria Cronache, Bologna (personale)
- Galleria Oblù (Mostra dell'Art Club)
- Capri (personale)
1947
- Riceve il premio "Colli Euganei", Abano
- Pittura Italiana Moderna, La Chaux de Fonds, Lugano (collettiva)
- Mostra d'Arte Italiana, Kunsthalle, Berna (collettiva)
- Galleria 2A+C, Palermo (collettiva)
- 53ª Mostra dell'Art Club, Roma (collettiva)
- Galleria del Naviglio, Milano (personale)
- Galleria Sandri, Venezia (Personale)
- Galleria d'Arte Michelazzi, Trieste (personale)
- Galleria dell'Obelisco, Roma (personale)
- Galleria del Secolo, Roma (personale)
1948
- Art club, Johannesburg, Città del Capo, Pretoria (collettive)
1949
- Mostra d'Arte Italiana, Vienna, Salisburgo (collettiva)
- Castello Murat, Pizzo Calabro (Catanzaro), (personale)
1950
- XXV Biennale di Venezia, Venezia (collettiva), (espone: Scoperta inquietante, Attualità vivente, Gli elementi provocati)
- Biennale di Reggio Calabria, Reggio Calabria (collettiva)
- Centre Art Italienne, Parigi (collettiva)
- Bar Strega di Via Veneto, Roma (Collettiva)
1951
- Art Club, Roma, Stoccolma, Helsinki, Göteborg, Oslo, Copenaghen (collettive)
- Il Mostra d'Arte, Alatri (collettiva)
- Premio Roma, Roma (collettiva)
- Arte astratta e concreta in Italia, (promossa dall'Art Club)
- Galleria Nazionale d'Arte Moderna, Roma (collettiva)
- Galleria San Marco, Roma (personale)
1952
- VI Mostra annuale dell'Art Club, Galleria Nazionale d'Arte Moderna, Roma (espone: Oltre l'inquieto, città distrutta, Messaggio)
- XXVI Biennale di Venezia (collettiva), (espone: Nello Spazio, Travolgente, Il sole penetra dentro la terra, Noi alla conquista dello spazio, Realtà dinamica dello Spazio)
- Galleria il Camino, Roma (collettiva)
- Bottega d'arte, Terni (collettiva)
- III Mostra Marsicana di Arti Figurative (collettiva)
- Gallerie du centre d'Art Italien, Parigi (personale)
1953
- VII Mostra annuale dell'Art Club, Galleria Nazionale d'arte Moderna, Roma (collettiva), (espone: Inquietante, Inquieto, Oltre l'Inquieto)
- Galleria Chiuriazzi, Roma (collettiva)
1954
- XXVII Biennale di Venezia, Venezia (collettiva), (espone: Apparizioni all'Alba, Natura ribelle, Il polline sui fiori, Turbolenza benefica della natura, Flusso vitale)
- Galleria Numero, Firenze (personale)
- Galleria del Naviglio, Milano (personale)
- Palazzo della Prefettura, Catanzaro (personale)
1955
- Annual Exhibit, Stable Gallery, New York (collettiva)
- The contemporaries Gallery, Washington (personale)
1956
- International Collage, Rose Friend, New York (collettiva)
- Graphics Wardsworth Atheneum, Hartford, Connecticut (personale)
- D'Amercourt Gallery, Washington (personale)
1957
- Leo Castelli Gallery, New York (collettiva)
- Piondexter Gallery, New York (collettiva)
- Brooklyn Museum, New York (collettiva)
- Collage in America (collettiva)
- American Painting, itinerante in Canada (collettiva)
- Graphic Outlook, The Contemporaries Gallery, New York (collettiva)
- La Guardia Memorial House, New York (collettiva)
1958
- New tendencies in Italian Art, Roma, New York (collettiva)
- Leo Castelli Gallery, New York (personale)
- Galleria del Cavallino, Venezia (personale)
1959
- 17th National Exhibition of Prints, Library of Congress, Washington (collettiva)
- Pratt- Contemporaries Workshop, River Side Museum, New York (collettiva)
- College Area Gallery New York (collettiva)
- VII Quadriennale d'Arte di Roma, Roma (collettiva)
- Modern Drawings - European and American, Bertha Schaefer Gallery, New York (collettiva)
- Galleria d'Arte Selecta, Roma (personale).
- Ellison Gallery, Fort Worth, Texas (personale)
- HCE Gallery, Provincetown (personale)
- Bertha Schaefer Gallery, New York (personale)
1960
- 8th Annual Exhibition, Art Workshop, Positano (collettiva)
- 12th National Print Exhibition, Brooklyn Museum, New York (collettiva)
- Tweed Museum of Art, Duluth, Minnesota (personale)
1961
- Riceve il Premio Lissone.
- IV Biennale di Alessandria d'Egitto, Alessandria d'Egitto (collettiva)
- Galleria George Lester, Roma (collettiva)
- Galleria del Grattacielo, Legnano (personale).
- Galleria del Naviglio, Milano (personale)
- Galleria Art Workshop, Positano (personale)
1962
- Galleria del Grattacielo, Milano (personale)
- Brooklyn Museum, New York (collettiva)
- Premio Marzotto, Roma (collettiva)
- Galerie XX Siecle, Parigi (collettiva)
- Valdagno (collettiva)
- Baden-Baden (collettiva)
- Pittori Italiani residenti all'estero. Galleria Stendhal, Milano (collettiva)
- Premio Sicilia Industria, Palermo (collettiva)
- Peter Deitsch Gallery, New York (personale)
- Galleria Quadrante, Firenze (personale)
1963
- White Chapel Gallery, Londra (collettiva)
- Musée des Artes Decoratifs, Parigi (collettiva)
- University of Pennsylvania, Filadelfia (collettiva)
- 19th National Exhibition of Prints, Library of Congress, Washington (collettiva)
- Biennale Internazionale della Grafica, Lubiana (collettiva)
- Joseph Grippi Gallery, New York (collettiva)
- D'Arci Gallery, New York (personale)
- Art Alliance, Filadelfia (personale)
1964
- Ottiene il Gran Premio per la Grafica alla XXXII Biennale di Venezia
- Eastern Illinois University, Charleston (collettiva)
- The ClassicSpirit in 20th Century Art, Sydney Janis Gallery, New York (collettiva)
- Graphic Arts U.S.A., Mosca, Jerevan, Leningrado (collettive)
- 14th National Print Exhibition, Brooklyn Museum, New York.
- 4th International Biennal Exhibition of Prints, Tokyo (collettiva)
- XXXII Biennale di Venezia, Venezia (personale)
- Eastern Illinois University, Charleston (personale)
1965
- Convergenze, Galleria dell'Arte della Casa do Brasil, Roma (collettiva)
- Galleria Ferrari, Verona (collettiva)
- Graphic Arts U.S.A., Costanza Ploiești, Bucarest, Praga, Cracovia, Varsavia, Stettino, Lubiana, Belgrado (collettive)
- Prints, State University College, Potsdam, New York State (collettiva)
- IX Quadriennale d'Arte di Roma, Roma (collettiva)
1966
- Galleria dell'Obelisco, Roma (collettiva)
- 20thNational Exhibition of Prints, Library of Congress, Washington (collettiva)
- 15th National Prints Exhibition, Brooklyn Museum of American Art, New York (collettiva)
- Contemporary painter and sculptor as printmakers, Museum of Modern Art, New York (collettiva)
- 47th Annual Exhibition of the Society of American Graphic Artists, Pepsi Cola Gallery, New York (collettiva)
- Graphics '67: Italy, University of Kentucky Art Gallery, Lexington, Kentucky (collettiva)
- Contemporary Prints and Drawings, Chicago, Illinois (personale)
1967
- Stampe di due mondi, Tyler School of Arts, Roma (collettiva)
- Whitney museum of American Art, New York (collettiva)
- Vancouver Print International, The Vancouver Art Gallery, Vancouver, Canada (collettiva)
1968
- Phoenix Art Museum, Maremont Collection, Phoenix, Arizona (collettiva)
- Pennsylvania Academy of Fine Arts, Filadelfia (collettiva)
- Galerie Rive Gauche, Roma (collettiva)
- American Prints Today, Museum of Art Muson Williams, Proctor Institute, Utica, New York (collettiva)
1969 - 1970
- Peale Galleries of Pennsylvania Academy of Arts, Filadelfia (personale)
- Corcoran Gallery of Art, Washington (personale)
- 31st Biennal Exhibition of Contemporary American Painting, The Corcoran Gallery of Art, Washington (collettiva)
- Two decades of american Prints 1947-1968, The Brooklyn Museum, New York (collettiva)
- Salon de Mai, Parigi (collettiva)
- Henry Gallery, Washington (personale)
- Savelli-Inner Space, The Concoran Gallery of Art, Washington (personale)
1971
- Library of Congress, Washington (collettiva)
- White of White, Museum of Contemporary Art (collettiva)
1972
- Gallery Rive Gauche, Roma (collettiva)
- Enviro-Vision, New York State Fair (collettiva)
- Everson museum of Art, Syracuse, New York State (personale)
1973
- Everson Museum of Art, Syracuse, New York State (collettiva)
- Allentown Museum, Allentown, Pennsylvania (collettiva)
- University of Winconsin, Art Center Gallery, Menomonie, Winconsin (collettiva)
- South Art Gallery, Menomonie, Wisconsin (personale)
1974
- Herbert F.Johnson Museum, Ithaca, New York State (collettiva)
- Tweed Museum of Art, University of Minnesota, Duluth (personale)
1975
- Zoller Gallery, Pennsylvania State University
1976
- Sculptor's Drawings, Fine Arts Building, New York (collettiva)
- Zoller Gallery, Pennsylvania State University (personale)
1977
- Collection in progress, Moore College of Art Gallery (collettiva)
1978
- Weintraud Gallery, Collettiva (collettiva)
- Project Spaces, Muhlenberg College Center for the Arts, Allentown, Pennsylvania (collettiva)
- Max Hutchinson Gallery, New York (personale)
- Sculpture Now Inc., New York (personale)
- Parson-Dreyfuss, New York (personale)
1979 - 1980
- Riceve dal Guggenheim Museum di New York una "Guggenheimfellowship".
- University of Saint Thomas, Houston, Texas (collettiva)
- Allenitown Museum, Allentown, Pennsylvania (collettiva)
- R.H. Osterom Gallery, New York (collettiva)
- Disegni del XX Secolo, Istituto Nazionale per la Grafica, Roma (collettiva)
1981
- American Academy and Institute of Arts and Letters (collettiva)
- Art Gallery Aubudon Terrace, New York (collettiva)
- Galleria Lorenzelli, Milano (personale)
- Gimpel-Hannover ed Emmerich Gallery, Zurigo (personale)
- L'Arco Studio Internazionale d'Arte Grafica, Roma (personale)
- Galleria Editalia, Roma (personale)
1982
- Riceve una medaglia d'oro dal Comune di Pizzo Calabro per i meriti artistici
1983
- Riceve un premio dall'American Academy of Arts and Letters.
1984
- Civico d'Arte Contemporanea, Milano (personale)
1985
- Guttuso a Genova nel nome della Ragione, Ville Croce, Genova (collettiva)
1986
- Riceve una medaglia d'oro dal Comune di Pizzo Calabro per meriti artistici
- New Liberty Monuments, snug Harbor Cultural Center, State Island, New York (collettiva)
- Structured Art and Architecture, Branchville Soho Gallery, Ridgefield, Connecticut (collettiva)
- Roma 1934, Galleria Civica di Modena e Palazzo Braschi di Roma (collettive)
1987
- La città della Magna Grecia, Rossano (collettiva).
- IV Rassegna della Stampa d'Arte Leonardo Castellani, Urbino (collettiva)
- XXX Biennale Nazionale d'Arte Città di Milano, Palazzo della Permanente, Milano (collettiva)
- Le Città della Magna Grecia, Rossano (collettiva)
- "Amore d'autore", D'Ars Studio, Milano (collettiva)
- Studio Renato Brazzani, Torino (personale)
- Studio D'Ars, Milano (personale)
1988
- Le muse irrequiete di Leonardo Sinisgalli, Palazzo Ricci, Macerata (collettiva)
- Galleria il Salotto, Como (personale)
- Whichita art Museum, Wichita, Kansas (personale)
- Balestrini, Centro Cultura e Arte Contemporanea, Albisola Mare (personale)
1989
- Riceve una targa d'argento per i meriti artistici al Premio di Pittura Cassano Sibari, Cassano allo Ionio
- Pro Loco, Vibo Valentia (personale)
1990
- La Madonna nell'Arte Italiana del Novecento, Castrovillari, Chiesa di San Giuliano (collettiva)
- Arte per un territorio, Pernocari (collettiva)
- Allentown Art Museum, Pennsylvania (personale)
- Casa del Mantegna, Mantova (personale)
1991
- Nel più ampio cerchio, Centro Museo Grafico, Taverna (collettiva)
- Biennale d'Arte Calabrese, Monterosso (collettiva)
- Questa Calabria è Arte, Civico Museo, nicotera (collettiva)
- Art Cologne, Galleria d'Arte Niccoli, Colonia (collettiva)
- La più bella Galleria d'Italia, Fortezza da Basso, Firenze (collettiva)
- Galleria d'Arte Niccoli, Parma (personale)
- Galleria Elleni, Bergamo (personale)
1992 - 1993
- Kodama Gallery, Osaka (personale)
- Elevazioni, Centro Angelo Savelli, Lamezia Terme (personale)
1994
- Galleria d'Arte Prati, Palermo (personale)
- Savelli, Friscia, Centro Angelo Savelli, Lamezia Terme
1995
- XLVI Biennale di Venezia
- Museo Pecci Prato, Prato (personale)

## Mostre postume
- 1995 Savelli prima del bianco, Galleria EdiEuropa-Qui Arte contemporanea, Roma, (personale)
- 1996 Omaggio ad Angelo Savelli, 27 aprile 1996, Castello di Boldeniga, Dello
- 2005 Le dinamiche del gesto, Balestrini Centro Cultura Arte Contemporanea, Albissola Marina (SV), (collettiva)
- 2006 Angelo Savelli e Roma, Museo Pericle Fazzini – Palazzo del Capitano del Perdono, Assisi, (personale)
- 2007 Angelo Savelli – La poetica del bianco, Solaria Arte, Piacenza, (personale)
- 2008 Pittura italiana aniconica (1968-2007) - Percorsi tra arte e critica in Italia, Casa del Mantegna, Mantova (collettiva)
- 2012 Angelo Savelli. Il maestro del bianco, Museo delle arti di Catanzaro (MARCA) - Catanzaro, (personale)
- 2016 Angelo Savelli - Basically White, M&L Fine Art - Londra, (personale)
- 2021 Angelo Savelli - L'artista del bianco, Fondazione Biscozzi Rimbaud, Lecce, (retrospettiva a cura di Paolo Bolpagni).
- 2023 "Greetings" - Galerie Hussenot, Paris (collettiva)
- 2024 "Carte" - Paula Seegy Gallery, Milano (collettiva)

## Angelo Savelli nei musei
- Fondazione Biscozzi Rimbaud, Lecce
- MARCA, Museo delle arti di Catanzaro, Catanzaro
- Fondazione Prada, Milano
- Galleria Nazionale d'Arte Moderna di Roma
- GAM, Galleria Civica d'Arte Moderna e Contemporanea di Torino
- Casa museo Remo Brindisi - Arte e Design del Novecento,Lido di Spina, Comacchio, Ferrara
- MOMA, Museum of Modern Art, New York
- Philadelphia Museum of Art, Filadelfia
- Everson Museum of Art, Syracuse, New York
- Norfolk Museum of Art and Sciences- Chrysler Museum, Norfolk, Virginia
- National Gallery of Art, Rosenwald Collection, Washington
- Kalamazoo Institute of Art, Kalamazoo, Michigan
- Whichita Art Museum, Wichita, Kansas
- Cincinnati Art Museum, Cincinnati
- The Brooklin Art Museum, New York
- Chase Manhattan Bank Collection, New York
- New York Public LIbrary-The Art & Architecture Collection, New York
- National Collection of Fine Arts, Smithsonian Institute, Washington
- Victoria and Albert Museum, Londra
- Stedelijk Museum, Amsterdam